# Jason Ritter

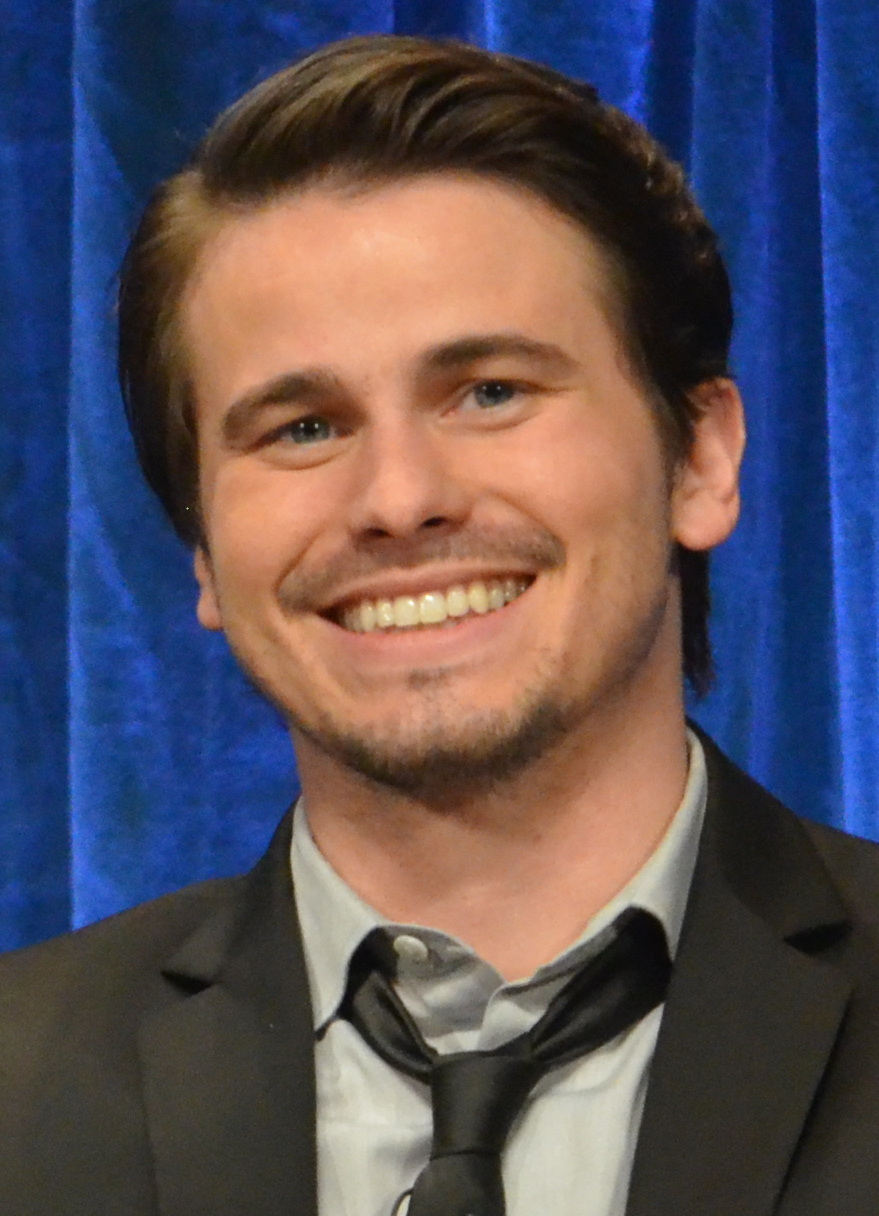
Jason Ritter (2013)

Jason Morgan Ritter (* 17. Februar 1980 in Los Angeles, Kalifornien) ist ein US-amerikanischer Schauspieler.

## Leben
Ritters Eltern waren die Schauspieler John Ritter und Nancy Morgan. Seine Großeltern sind der Countrysänger und Schauspieler Tex Ritter und die Schauspielerin Dorothy Fay. Sein Bruder Tyler Ritter ist ebenfalls Schauspieler. Jason Ritter spielte in Filmen wie Dr. Mumford (1999) und Freddy vs. Jason (2003). Für seine Rolle in der Fernsehserie Die himmlische Joan (2003) war er im Jahr 2004 für einen Teen Choice Award nominiert. Die Rolle in dem Horrorfilm Freddy vs. Jason brachte ihm im gleichen Jahr eine Nominierung für einen Academy of Science Fiction, Fantasy & Horror Films Award. Gemeinsam mit Marianna Palka gründete Ritter das Produktionsunternehmen Morning Knight Inc.
Ritter ist liiert mit der Schauspielerin Melanie Lynskey, mit der er seit Dezember 2018 eine Tochter hat.

## Filmografie (Auswahl)
- 1990: The Dreamer of Oz
- 1991: The Real Story of O Christmas Tree
- 1999: Dr. Mumford (Mumford)
- 1999: Zeit der Sehnsucht (Days of Our Lives, Seifenoper)
- 2001: Earth Day (Stimme von Jack)
- 2001: Law & Order (Fernsehserie, Folge 11x12)
- 2002: PG
- 2002: Swimfan
- 2002: Hack – Die Straßen von Philadelphia (Hack, Fernsehserie, Folge 1x05)
- 2003: Law & Order: Special Victims Unit (Fernsehserie, Folge 4x20)
- 2003: Player$ (Fernsehserie, Folge 2x16)
- 2003: Smash the Kitty
- 2003: Freddy vs. Jason
- 2003–2005: Die himmlische Joan (Joan of Arcadia, Fernsehserie, 45 Folgen)
- 2004: Who’s Your Momma?
- 2004: Raise Your Voice – Lebe deinen Traum (Raise Your Voice)
- 2005: Perceptions
- 2005: Happy Endings
- 2005: Our Very Own
- 2005: Placebo
- 2006: Lenexa, 1 Mile
- 2006: The Wicker Man
- 2006–2007: The Class (Fernsehserie, 19 Folgen)
- 2007: Charlie Banks – Der Augenzeuge (The Education of Charlie Banks)
- 2008: The Deal – Eine Hand wäscht die andere (The Deal)
- 2008: Good Dick
- 2008: W. – Ein missverstandenes Leben (W.)
- 2010–2011: The Event (Fernsehserie, 22 Folgen)
- 2010–2014: Parenthood (Fernsehserie, 32 Folgen)
- 2012–2016: Willkommen in Gravity Falls (Gravity Falls, Fernsehserie, Stimme von Mason „Dipper“ Pines)
- 2013: The East
- 2013: Nennt mich verrückt! (Call Me Crazy: A Five Film, Fernsehfilm)
- 2014: Person of Interest (Fernsehserie, Folge 5x04)
- 2014: Das Glück an meiner Seite (You’re Not You)
- 2015: Girls (Fernsehserie, 3 Folgen)
- 2017: The Long Road Home (Miniserie, 3 Folgen)
- 2017: Kevin (Probably) Saves the World (Fernsehserie, 16 Folgen)
- 2018: The Tale – Die Erinnerung (The Tale)
- 2019–2022: Raising Dion (Netflix-Serie, 17 Folgen)
- 2019: Die Eiskönigin II (Ryder, Stimme)
- 2022: Candy: Tod in Texas (Candy, Fernsehserie, 2 Folgen)
- 2024: Matlock (Serie mit Kathy Bates)